# Nemobiodes cicindeloides
Nemobiodes cicindeloides är en insektsart som först beskrevs av Bolívar, I. 1910.  Nemobiodes cicindeloides ingår i släktet Nemobiodes och familjen syrsor. Inga underarter finns listade i Catalogue of Life.